# Love Me (Justin-Bieber-Lied)
Love Me ist ein Lied des kanadischen Musiker Justin Bieber. Es wurde am 26. Oktober 2009 als Promo-Tonträger aus seiner Debüt-EP My World veröffentlicht, woraufhin es sich unter anderem in Kanada, den USA und im Vereinigten Königreich in den Charts platzierte. Einige Elemente des Titels wurde dem Song „Lovefool“ der schwedischen Rockband The Cardigans entnommen.

## Hintergrund
Das Lied wurde im Serenity Sound Studio in Cincinnati, Ohio, aufgenommen. Produziert wurde in den Side 3 Studios in Denver (Colorado). Die Abmischung fand in den Larrabee Studios in North Hollywood statt.
Ursprünglich gab Bieber bekannt, dass die dritte Single der EP ein akustischer Remix der ersten Singleauskopplung „One Time“ sein würde. Diese sollte am 27. Oktober 2009 erscheinen. Eine Woche vor dem Erscheinungstermin wurden die Pläne jedoch geändert und „Love Me“ als neue Veröffentlichung ausgewählt.

## Musikvideo
Das Musikvideo wurde von Alfredo Flores gedreht und am 3. August 2010 erstmals gezeigt. Bieber fungierte dabei als Co-Regisseur. Der Sänger sagte in einem Interview, dass das Video als Anerkennung für seine Fans auf der gesamten Welt gedacht ist. Er wolle sich mithilfe des Clips bei ihnen bedanken.
Das Video besteht überwiegend aus Live-Auftritten Biebers, einigen Backstage-Sequenzen und auch Proben für Konzerte. Fantreffen sind ebenfalls zu sehen, genau wie der als Biebers Mentor bezeichnete Usher.

## Mitwirkende Personen
Quelle: Album-Booklet
- Songwriting: Peter Hernandez, Phillip Lawrence, Ari Levine, Peter Svensson, Nina Persson
- Produktion: DJ Frank E
- Hintergrund-Gesang: Taylor Graves, Bonnie McKee
- Stimmproduktion, Aufnahme: Bill Malina, DJ Frank E; Paul Bailey, JP "The Specialist" Negrete (beide Assistenten)
- Abmischung: Jaycen Joshua-Fowler, Dave Pensado; Giancarlo Lino (Assistent)

## Kritiken
Das Lied wurde überwiegend positiv aufgenommen. Die Washington Post beispielsweise bewertete es als eines der besten der EP My World und beschrieb es als einen „schlichten Club-Song“. Mike Diver schrieb in seiner Rezension, dass der Titel als „eine von Elektro-Musik durchtränkte Neuinterpretation des Liedes „Lovefool“ der Band The Cardigans.“ Bieber weise zudem „die richtige Einstellung“ auf, welche „verspielt“ und „liebenswert“ sei. Die New York Times war der Meinung, dass das Lied „in jüngster Vergangenheit wahrscheinlich das einzige ist, welches beiden Mitglieder der Band The Cardigans Verbindlichkeiten zu verdanken hat“.

## Kommerzieller Erfolg

### Chartplatzierungen
Das Lied erreichte in weiten Teilen Europas keine Chartplatzierung. Lediglich im Vereinigten Königreich gelangte es in die Charts. Dort stieg der Titel auf Platz 71 ein und fiel bereits nach einer Woche wieder heraus. In den USA und in Kanada war er wesentlich erfolgreicher, er erreichte dort Platz 37 und Rang zwölf.
| ChartsChartplatzierungen       | Höchstplatzierung | Wochen |
| ------------------------------ | ----------------- | ------ |
| Kanada (MC)                    | 5 (7 Wo.)         | 7      |
| Vereinigte Staaten (Billboard) | 37 (4 Wo.)        | 4      |
| Vereinigtes Königreich (OCC)   | 71 (3 Wo.)        | 3      |

### Auszeichnungen für Musikverkäufe
| Land/Region               | Auszeichnungen für Musikverkäufe (Land/Region, Auszeichnung, Verkäufe) | Verkäufe  |
| ------------------------- | ---------------------------------------------------------------------- | --------- |
| Australien (ARIA)         | Platin                                                                 | 70.000    |
| Brasilien (PMB)           | Gold                                                                   | 30.000    |
| Vereinigte Staaten (RIAA) | Platin                                                                 | 1.000.000 |
| Insgesamt                 | 1× Gold · 2× Platin ·                                                  | 1.100.000 |

Hauptartikel: Justin Bieber/Auszeichnungen für Musikverkäufe